# Karl Augustson
Karl Emil Augustson, född 17 februari 1941 i Ekenäs, är en finländsk företagare och biståndsarbetare. Han är bror till Göran Augustson.
Augustson är sedan 1966 småföretagare i transport-, återvinnings- och miljövårdsbranschen med verksamhet i Västnyland och på Åland. Han har rönt stor uppskattning för sitt nationella och globala hjälparbete, där han outtröttligt försökt bistå utsatta medmänniskor. Insamlingar har resulterat i långtradartransporter av mat och kläder till nödlidande i Irak, Rumänien och på krigets Balkan. Han utsågs till Årets humanist 1995.